# Arpheuilles (Cher)
Arpheuilles ist eine französische Gemeinde mit 301 Einwohnern (Stand: 1. Januar 2022) im Département Cher in der Region Centre-Val de Loire; sie gehört zum Arrondissement Saint-Amand-Montrond und zum Kanton Dun-sur-Auron. Die Einwohner werden Arpheuillois genannt.

## Geografie
Arpheuilles liegt etwa 27 Kilometer südsüdöstlich von Bourges. Umgeben wird Arpheuilles von den Nachbargemeinden Parnay im Norden, Verneuil im Nordosten, Le Pondy im Nordosten und Osten, Charenton-du-Cher im Osten und Südosten, Saint-Pierre-les-Étieux im Süden, Saint-Amand-Montrond im Südwesten sowie Meillant im Westen.

## Bevölkerungsentwicklung
| Jahr                       | 1962 | 1968 | 1975 | 1982 | 1990 | 1999 | 2006 | 2019 |
| Einwohner                  | 340  | 306  | 271  | 244  | 333  | 322  | 339  | 304  |
| Quellen: Cassini und INSEE |      |      |      |      |      |      |      |      |

## Sehenswürdigkeiten
- Kirche Saint-Martin aus dem 12. Jahrhundert (siehe auch: Liste der Monuments historiques in Arpheuilles (Cher))
- Reste eines römischen Kastells
- ehemaliges öffentliches Waschhaus (Lavoir)

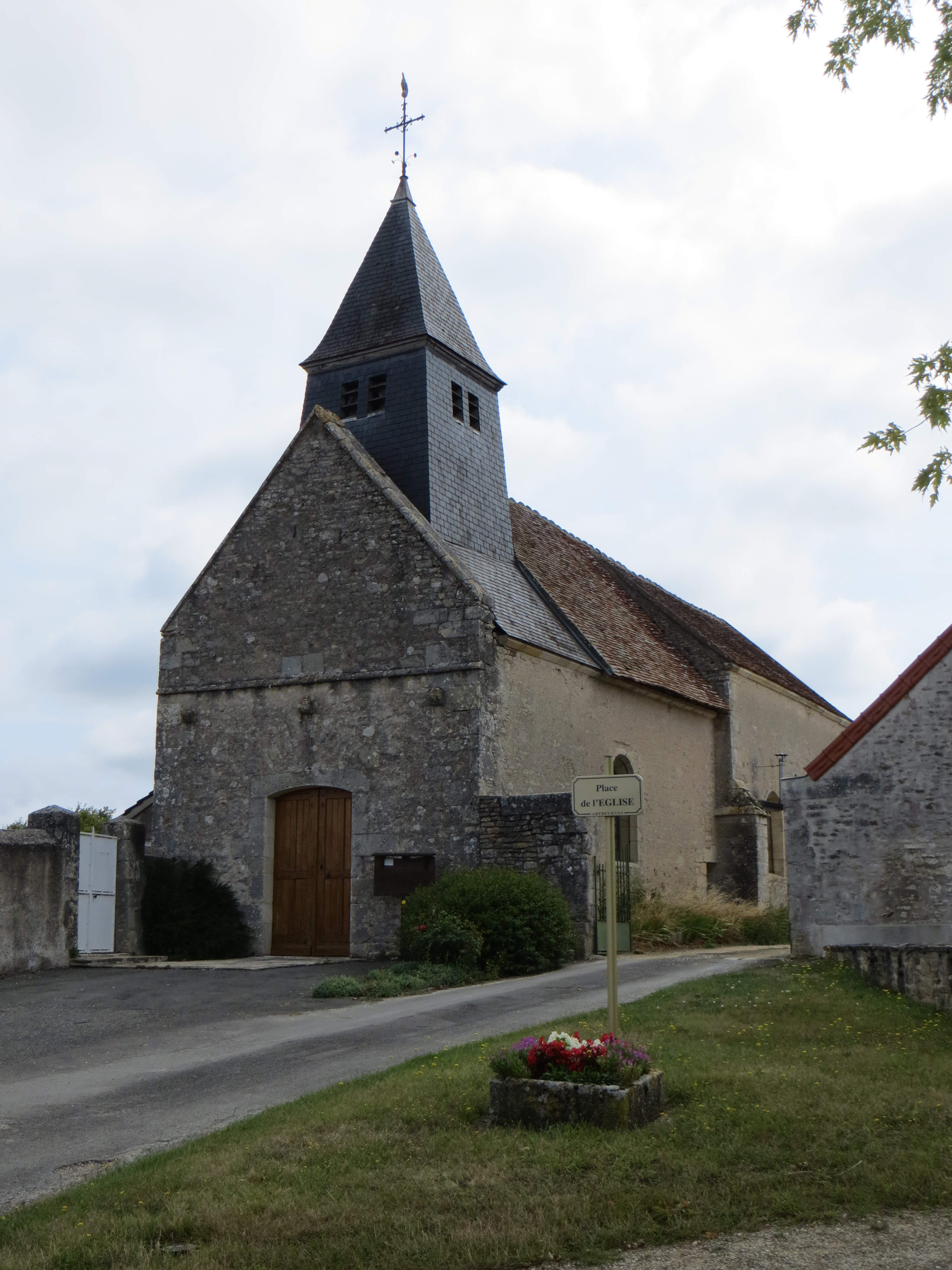
Kirche Saint-Martin
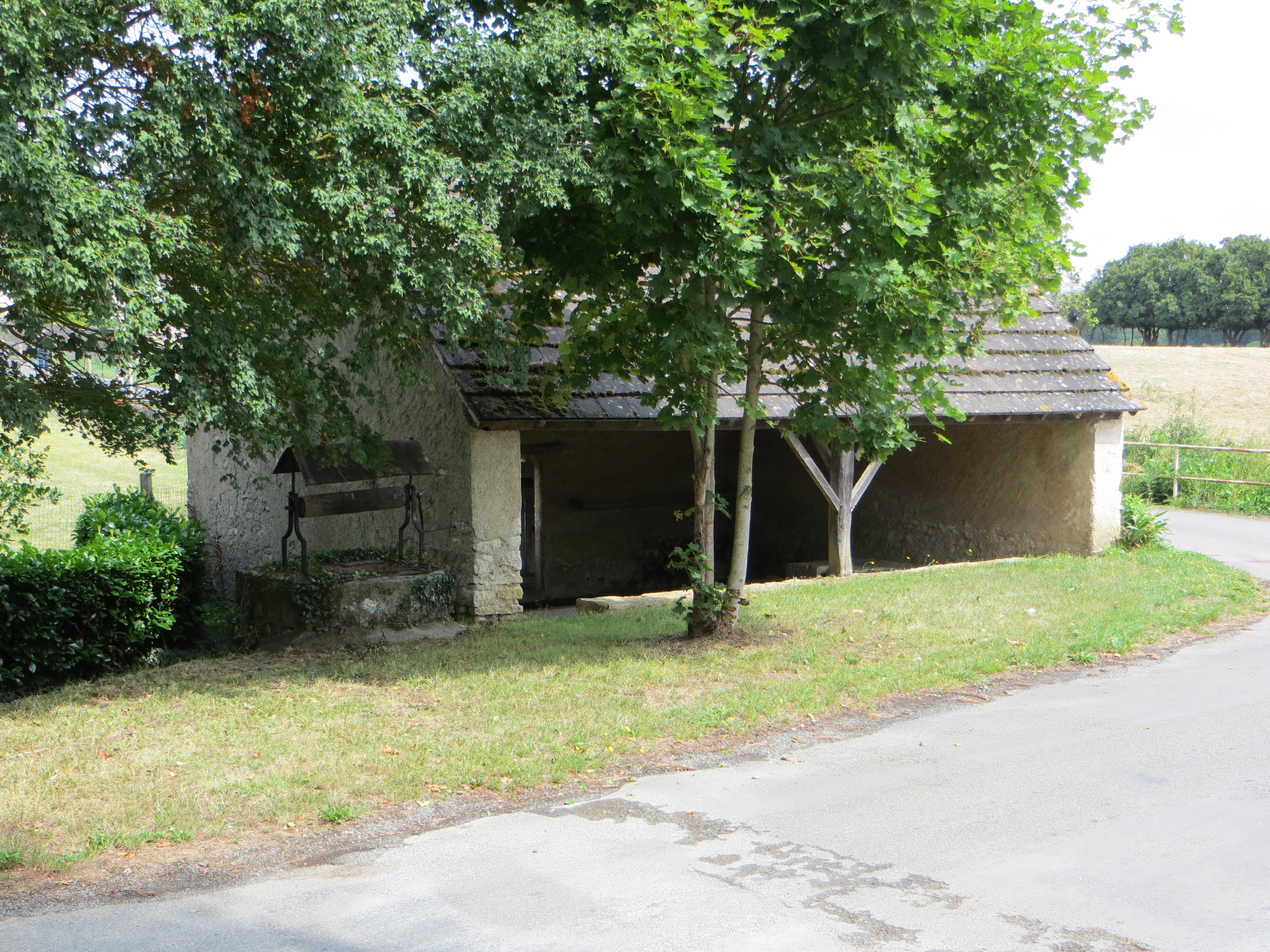
Lavoir